# Estádio José Alvalade XXI
Das Estádio José Alvalade XXI ist ein Fußballstadion in der portugiesischen Hauptstadt Lissabon. Es ist Eigentum und Heimspielstätte des Fußballclubs Sporting Lissabon. Es verfügt gegenwärtig über 50.095 Plätze. Das von der UEFA in die Stadionkategorie 4 eingestufte Stadion wurde direkt neben der alten Anlage, dem 1956 eröffneten Estádio José Alvalade, erbaut. Benannt wurden beide Stadien nach dem Gründer von Sporting, José Alfredo Holtreman Roquette (1885–1918), genannt José Alvalade.

## Geschichte
Das Estádio José Alvalade XXI ist Mittelpunkt des Komplexes Alvaláxia, zu dem ein Kino mit zwölf Kinosälen, ein Fitness-Center, ein Vereinsmuseum, eine Sporthalle, eine Klinik, ein Lidl und ein Bürogebäude gehören. Das Stadion wurde innen wie außen sehr bunt gestaltet. So wurde die Fassade in verschiedenen Farben gestrichen, das geschwungene Dach und die großen, gelben Dachstützen prägen das Bild des Stadions. Auf den Tribünen wurden die verschiedenfarbigen Kunststoffsitze bunt gemischt verteilt.
Die Sportstätte fasst 50.076 Zuschauer und wurde mit einem Freundschaftsspiel von Sporting Lissabon gegen Manchester United (3:1) am 6. August 2003 offiziell eröffnet. Das vom Architekten Tomás Taveira erbaute Stadion ist im Besitz von Sporting Lissabon. Am 18. Mai 2005 fand das Endspiel im UEFA-Pokal 2004/05 zwischen ZSKA Moskau und Sporting Lissabon im Stadion von Sporting statt, welches die Lissaboner mit 1:3 verloren.
Seit dem Abriss liegt das 4,25 Hektar große Gelände des alten Stadions brach und wird als illegaler Parkplatz oder von Fußgängern als Abkürzung genutzt. Das Stück Land liegt direkt neben der zweiten Ringstraße, zwei Linien der Metro Lissabon, und verfügt über einen eigenen Busknoten. Sporting hatte den Baugrund für 60 Mio. Euro verkauft, um den Neubau zu finanzieren. Noch innerhalb des Jahres 2020 soll nun die Bebauung beginnen. Geplant ist ein 200-Millionen-Euro-Mischnutzungsprojekt mit vier Bürogebäuden mit einer Nutzfläche von 37,600 m², drei Wohngebäuden mit mehr als 200 Wohnungen und 11.100 m² Verkaufsfläche im Erdgeschoss.
Die UEFA wählte das Stadion für das Endspiel der UEFA Women’s Champions League 2024/25 aus.

## Spiele der EM 2004 im Estádio José Alvalade XXI
Es war Austragungsort von drei Gruppenspielen, einem Viertel- und einem Halbfinale der Fußball-Europameisterschaft 2004.
- 14. Juni 2004, Gruppe C:  Schweden –  Bulgarien 5:0 (1:0)
- 20. Juni 2004, Gruppe A:  Spanien –  Portugal 0:1 (0:0)
- 23. Juni 2004, Gruppe D:  Deutschland –  Tschechien 1:2 (1:1)
- 25. Juni 2004, Viertelfinale:  Frankreich –  Griechenland 0:1 (0:0)
- 30. Juni 2004, Halbfinale:  Portugal –  Niederlande 2:1 (1:0)

## Tribünenkapazitäten
Auf den Rängen stehen insgesamt 50.095 Plätze zur Verfügung.
- Tribünenring A: 24.242
- Tribünenring B: 21.970
- Logenplätze: 1542
- Logen-, V.I.P.- und Businessplätze: 3610
- Behindertengerechte Plätze: 50
- Presseplätze: 204

## Galerie

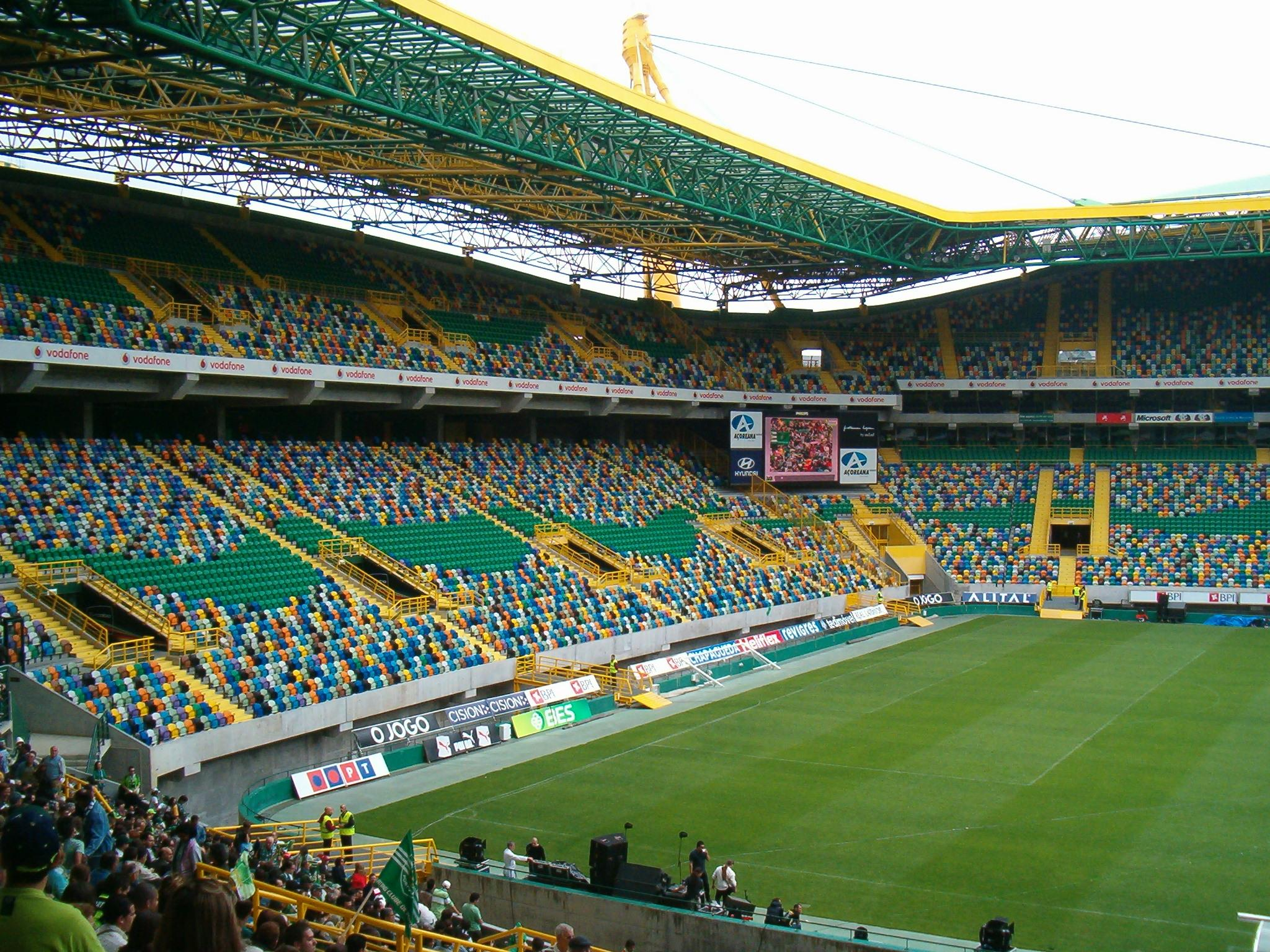
Innenansicht
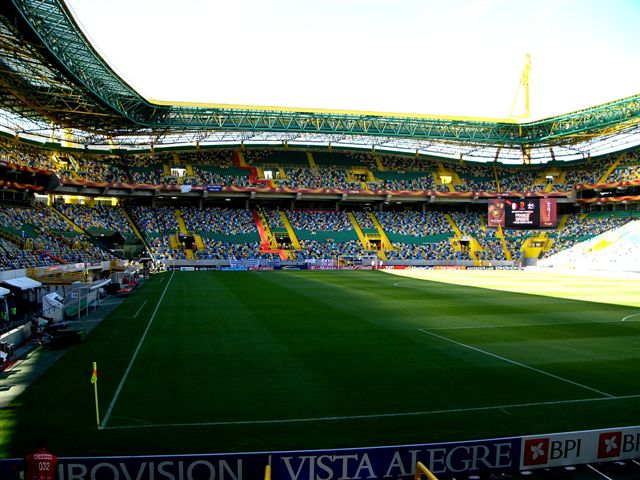
Innenraum
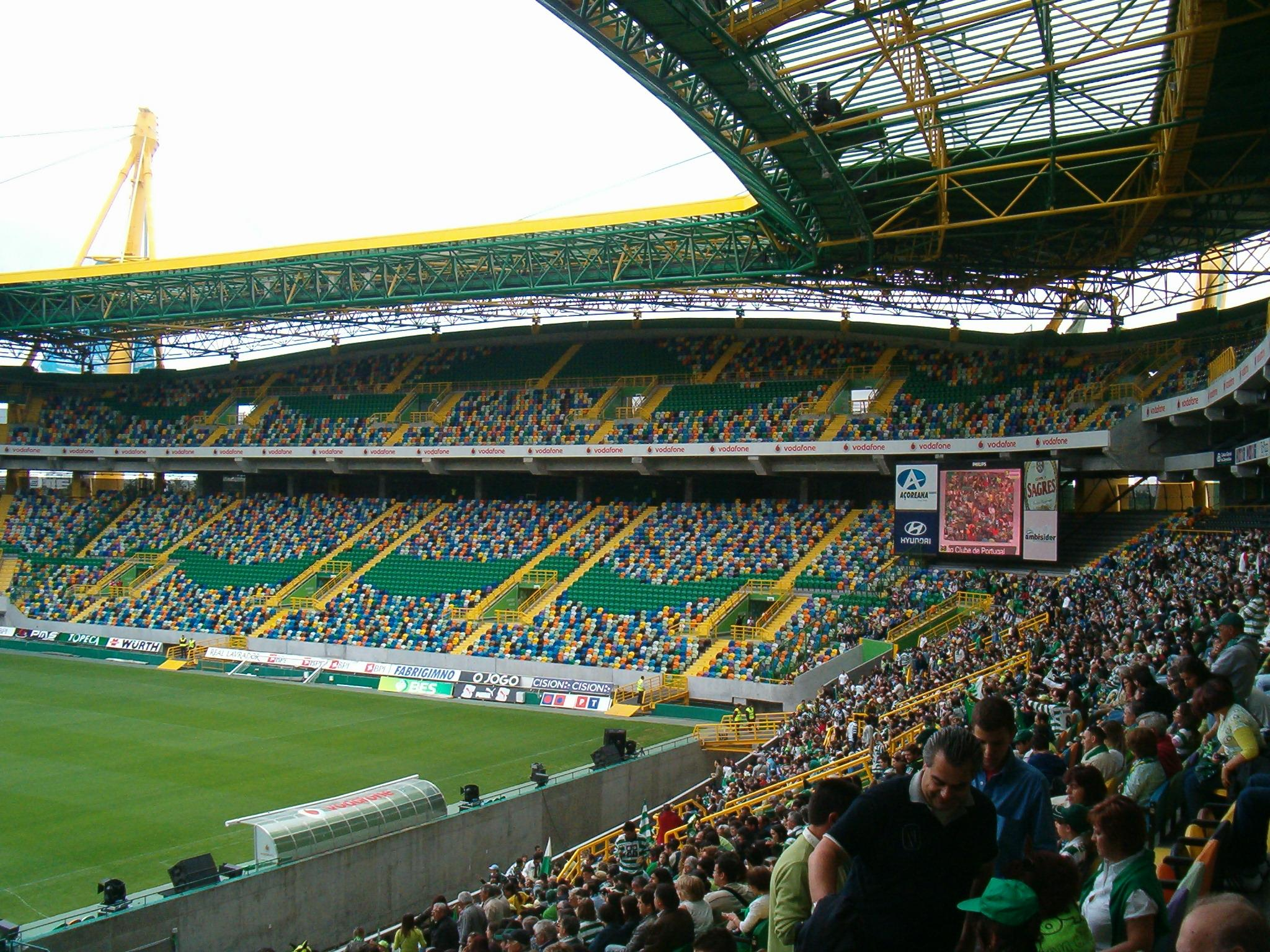
Tribüne des Stadions
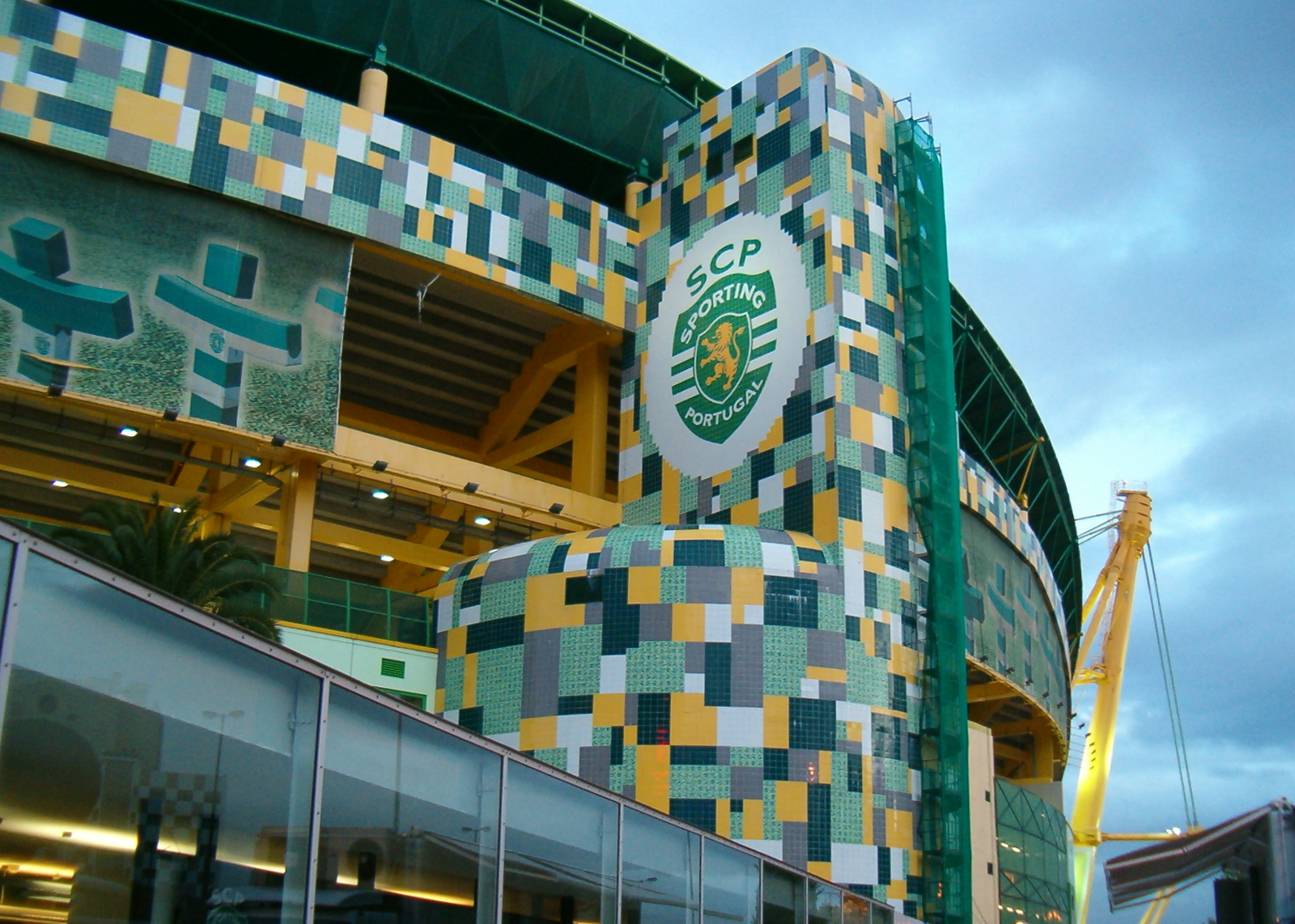
Bunte Fassade des Stadions